# Kawasaki Heavy Industries Motorcycle & Engine
Kawasaki Heavy Industries Motorcycle & Engine je divize japonské firmy Kawasaki Heavy Industries, vyrábějící především motocykly. Zabývá se však také výrobou čtyřkolek a vodních skútrů. Společnost Kawasaki Heavy Industries začala s výrobou motocyklů v období krátce po 2. světové válce. Po krátké době se výroba rozrostla a v roce 1969 dosáhla firma úspěchu se závodním tříválcovým dvoudobým motocyklem Kawasaki, který vyhrál mistrovství světa. Mezi další úspěšné modely lze řadit motocykl Kawasaki KR250, který v letech 1978 až 1982 kraloval závodům mistrovství světa.